# Margaret Simpson
Margaret Esi Simpson (Krapa, 31 dicembre 1981) è una multiplista e giavellottista ghanese.
In carriera può vantare diverse medaglie vinte nell'eptathlon, tra cui il bronzo conquistato ai Mondiali di Helsinki 2005, nonché quattro ori ai Campionati africani (di cui uno nel lancio del giavellotto) e tre ori ai Giochi panafricani.

## Palmarès
| Anno | Manifestazione          | Sede         | Evento      | Risultato | Prestazione | Note              |
| ---- | ----------------------- | ------------ | ----------- | --------- | ----------- | ----------------- |
| 1999 | Giochi panafricani      | Johannesburg | Eptathlon   | 4ª        |             |                   |
| 2000 | Mondiali juniores       | Santiago     | Eptathlon   | dnf       | dnf         |                   |
| 2001 | Mondiali                | Edmonton     | Eptathlon   | 13ª       | 5 748 p.    |                   |
| 2002 | Giochi del Commonwealth | Manchester   | Eptathlon   | Bronzo    | 5 906 p.    |                   |
| 2002 | Campionati africani     | Tunisi       | Eptathlon   | Oro       | 6 105 p.    |                   |
| 2003 | Mondiali                | Saint-Denis  | Eptathlon   | dnf       | dnf         |                   |
| 2003 | Giochi panafricani      | Abuja        | Eptathlon   | Oro       | 6 152 p.    |                   |
| 2004 | Campionati africani     | Brazzaville  | Eptathlon   | Oro       | 6 154 p.    |                   |
| 2004 | Giochi olimpici         | Atene        | Eptathlon   | 9ª        | 6 253 p.    |                   |
| 2005 | Mondiali                | Helsinki     | Eptathlon   | Bronzo    | 6 375 p.    |                   |
| 2007 | Giochi panafricani      | Algeri       | Eptathlon   | Oro       | 6 278 p.    | Record dei Giochi |
| 2007 | Mondiali                | Osaka        | Eptathlon   | dnf       | dnf         |                   |
| 2010 | Campionati africani     | Nairobi      | Eptathlon   | Oro       | 6 031 p.    |                   |
| 2010 | Giochi del Commonwealth | Delhi        | Eptathlon   | dnf       | dnf         |                   |
| 2011 | Mondiali                | Taegu        | Eptathlon   | 12ª       | 6 183 p.    |                   |
| 2011 | Giochi panafricani      | Maputo       | Eptathlon   | Oro       | 6 172 p.    |                   |
| 2012 | Campionati africani     | Porto-Novo   | Giavellotto | Oro       | 54,62 m     |                   |
| 2012 | Campionati africani     | Porto-Novo   | Eptathlon   | dnf       | dnf         |                   |

## Altre competizioni internazionali
2010
- 8ª in Coppa continentale ( Spalato), salto in alto - 1,72 m